# Беренс, Курт
Курт Беренс (нем. Kurt Behrens; 26 ноября 1884, Магдебург — 5 февраля 1928, Берлин) — немецкий прыгун в воду, призёр летних Олимпийских игр.
На Играх 1908 Беренс участвовал только в прыжках с трамплина и занял в этом виде соревнований второе место.
На Играх 1912 Беренс соревновался в трёх дисциплинах. Он стал третьим в прыжках с трамплина и остановился на первом раунде в простых прыжках с вышки и произвольных.